# Michel Brusseaux
Michel Brusseaux (ur. 19 marca 1913 w Oranie, zm. 28 marca 1986) – piłkarz francuski grający na pozycji napastnika. W swojej karierze rozegrał 1 mecz w reprezentacji Francji.

## Kariera klubowa
Swoją karierę piłkarską Brusseaux rozpoczął w algierskim klubie US Hammam Bou-Hadja. Następnie wyjechał do Francji i został zawodnikiem klubu OGC Nice. W sezonie 1936/1937 zadebiutował w nim w pierwszej lidze francuskiej. W 1937 roku odszedł do FC Sète. W sezonie 1938/1939 wywalczył z nim mistrzostwo Francji.
W 1939 roku Brusseaux przeszedł do AS Saint-Étienne. Występował w nim do 1947 roku. Wtedy też przeszedł do FC Nancy. W Nancy grał w sezonie 1947/1948, a następnie zakończył swoją karierę.

## Kariera reprezentacyjna
W reprezentacji Francji Brusseaux zadebiutował 26 maja 1938 roku w przegranym 2:4 towarzyskim meczu z Anglią i był to jego jedyny mecz w kadrze narodowej. W tym samym roku został powołany do kadry na mistrzostwa świata, jednak nie zagrał w żadnym spotkaniu tego turnieju.
| Mecze i gole w reprezentacji | Mecze i gole w reprezentacji | Mecze i gole w reprezentacji | Mecze i gole w reprezentacji | Mecze i gole w reprezentacji | Mecze i gole w reprezentacji | Mecze i gole w reprezentacji |
| #                            | Data                         | Stadion                      | Rywal                        | Wynik                        | Gol                          | Rozgrywki                    |
| 1938                         | 1938                         | 1938                         | 1938                         | 1938                         | 1938                         | 1938                         |
| ---------------------------- | ---------------------------- | ---------------------------- | ---------------------------- | ---------------------------- | ---------------------------- | ---------------------------- |
| 1.                           | 26.05.1938                   | Paryż, Francja               | Anglia                       | 2:4                          | 0                            | towarzyski                   |